# Міст на Дрині
«Міст на Дрині» (серб. На Дрини ћуприја) — роман югославського письменника Іво Андрича. Був написаний, коли автор жив у Белграді, під час Другої світової війни, і вперше опублікований у 1945 році. В 1961 році за створення роману авторові було присуджено Нобелівську премію з літератури.

## Зміст
Центральний образ роману, що став титульним для всього твору — міст через річку Дрина в місті Вишеград, нині є частиною Республіки Сербської, Боснія і Герцеговина. У 1571 році міст був споруджений за наказом Мехмед-паші Соколовича.
Роман описує історичний період, який охоплює близько чотирьох століть — починаючи з часу розквіту Османської імперії, коли територія міста входила до її складу, і до початку XX століття, коли в 1914 році відбулося Сараєвське вбивство, яке стало приводом для початку Першої світової війни.
У романі автор не тільки описує реальні події історії регіону, достовірно відображаючи побут і традиції своєрідної багатонаціональної спільноти, що склалися на території Вишеграда і всього Балканського півострова, але і вплітає в оповідання легенди й перекази, казки й міфи, які народилися в цьому унікальному середовищі.

## Переклад
Українською мовою роман перекладався поетом, прозаїком та перекладачем Семеном Панько.